# Frauen-Rugby-Union-Weltmeisterschaft 2010
Die Frauen-Rugby-Union-Weltmeisterschaft 2010 (englisch 2010 Women’s Rugby World Cup) fand vom 20. August bis zum 5. September 2010 in England statt. Es war die sechste Weltmeisterschaft im vierjährlichen Turnierzyklus und die vierte, die vom Weltverband International Rugby Board (IRB; heute World Rugby) organisiert wurde.
An der Frauen-Rugby-Union-Weltmeisterschaft 2010 nahmen zwölf Rugby-Union-Nationalmannschaften teil: Australien, England, Frankreich, Irland, Kanada, Kasachstan, Neuseeland, Schottland, Schweden, Südafrika, die Vereinigten Staaten und Wales. Während der Rugby-Union-Weltmeisterschaft 2010 wurden 30 Spiele absolviert.
Weltmeisterinnen wurde die neuseeländische Mannschaft (Black Ferns), die im Finale im Londoner The Stoop die englische Mannschaft (Red Roses) mit 13:10 schlugen und damit ihren vierten Weltmeistertitel gewannen. Australien wurde Dritter und Frankreich Vierter.

## Vergabe
Die Rugby Football Union for Women bewarb sich gemeinsam mit der Rugby Football Union um die Austragung der Frauen-Rugby-Union-Weltmeisterschaft 2010. Andere Bewerber waren Deutschland, Südafrika und Kasachstan. Am 23. September 2008 verkündete der Vorsitzende des Rugby World Cup Limited Board, Bernard Lapasset, dass England das Turnier in mehreren Stadien West-Londons austrägt.

## Qualifikation
Die drei besten Teams der vorhergehenden Weltmeisterschaft 2006 qualifizierten sich automatisch für das Turnier 2010. Diese waren England, Frankreich und Neuseeland. Wales und Irland qualifizierten sich als zweit- bzw. drittplatzierte der Six Nations 2009. Schottland und Schweden qualifizierten sich als beste Mannschaften der European Trophy 2009. Kanada, Südafrika und die Vereinigten Staaten wurden vom Weltverband als einzige Interessenten ihrer Regionen eingeladen. Kasachstan sicherte sich mit dem Gewinn der ARFU Women’s Championship 2009 seinen Startplatz. Australien qualifizierte sich als zweitbeste Mannschaft Ozeaniens.

Teilnehmende Länder der Frauen-Rugby-Union-Weltmeisterschaft 2010:

| Land               | Qualifikationsgrundlage | WM-Teilnahme | Letztmalige WM-Teilnahme | Bestes Ergebnis                  | Gruppe |
| ------------------ | ----------------------- | ------------ | ------------------------ | -------------------------------- | ------ |
| England            | Gastgeber               | Sechste      | 2006                     | Weltmeister (1994)               | B      |
| Frankreich         | Automatisch             | Sechste      | 2006                     | Dritter (1991, 1994, 2002, 2006) | C      |
| Neuseeland         | Automatisch             | Fünfte       | 2006                     | Weltmeister (1998, 2002, 2006)   | A      |
| Kanada             | Einladung               | Sechste      | 2006                     | Vierter (1998, 2002, 2006)       | C      |
| Südafrika          | Einladung               | Zweite       | 2006                     | Zwölfter (2006)                  | A      |
| Vereinigte Staaten | Einladung               | Sechste      | 2006                     | Weltmeister (1991)               | B      |
| Australien         | Qualifikation           | Vierte       | 2006                     | Fünfter (1998)                   | A      |
| Irland             | Qualifikation           | Fünfte       | 2006                     | Siebenter (1994)                 | B      |
| Kasachstan         | Qualifikation           | Fünfte       | 2006                     | Neunter (1994, 1998)             | B      |
| Schottland         | Qualifikation           | Fünfte       | 2006                     | Fünfter (1994)                   | C      |
| Schweden           | Qualifikation           | Vierte       | 1998                     | Zehnter (1991, 1994)             | C      |
| Wales              | Qualifikation           | Fünfte       | 2002                     | Vierter (1994)                   | A      |

## Austragungsorte
Die Vorrunde wurde im Surrey Sports Park in Guildford ausgetragen, während die Finalrunde im Londoner The Stoop stattfand.
| Surrey Sports Park |

| The Stoop |

| Surrey Sports Park |

| The Stoop |

## Format
Die Frauen-Rugby-Union-Weltmeisterschaft 2010 wurde über 17 Tage zwischen zwölf verschiedenen Mannschaften über 30 Spiele ausgetragen. Sie begann am 20. August 2010 im Surrey Sports Park in Guildford mit dem Eröffnungsspiel zwischen Kanada und Schottland. Das Turnier endete am 5. September im Londoner The Stoop mit dem Finale zwischen England und Neuseeland, wobei die Black Ferns die Trophäe gewannen.

### Spielplan
Die nachfolgende Tabelle zeigt das tägliche Programm der Frauen-Rugby-Union-Weltmeisterschaft 2010. Dabei steht ein violettes Kästchen für Vorrundenspiele, ein zyanblaues Kästchen für Platzierungsspiele, ein grünes Kästchen für die Finalrunde, ein blaues Kästchen für das Spiel um Platz 3 und ein gelbes Kästchen für das Finale.
| Gruppenphase August                 | Fr. 20. | Sa. 21. | So. 22. | Mo. 23. | Di. 24. | Mi. 25. | Do. 26. | Fr. 27. | Sa. 28. |
| ----------------------------------- | ------- | ------- | ------- | ------- | ------- | ------- | ------- | ------- | ------- |
| Gruppe A                            | 2       |         |         |         | 2       |         |         |         | 2       |
| Gruppe B                            | 2       |         |         |         | 2       |         |         |         | 2       |
| Gruppe C                            | 2       |         |         |         | 2       |         |         |         | 2       |
| Platzierungsspiele August/September | So. 29. | Mo. 30. | Di. 31. | Mi. 1.  | Do. 2.  | Fr. 3.  | Sa. 4.  | So. 5.  |         |
| Platzierungsspiele                  |         |         |         | 4       |         |         |         | 4       |         |
| Finalrunde August/September         | So. 29. | Mo. 30. | Di. 31. | Mi. 1.  | Do. 2.  | Fr. 3.  | Sa. 4.  | So. 5.  | So. 5.  |
| Finalrunde                          |         |         |         | 2       |         |         |         | 1       | 1       |

| Farblegende        | Farblegende |
| ------------------ | ----------- |
| Gruppenspiele      |             |
| Platzierungsspiele |             |
| Finalrunde         |             |
| Spiel um Platz 3   |             |
| Finale             |             |

### Gruppen
| Gruppe A                              | Gruppe B                                     | Gruppe C                              |
| ------------------------------------- | -------------------------------------------- | ------------------------------------- |
| Australien Neuseeland Südafrika Wales | England Irland Kasachstan Vereinigte Staaten | Frankreich Kanada Schottland Schweden |

### Vorrunde
Die sechste Frauen-Rugby-Union-Weltmeisterschaft wurde zwischen zwölf Nationalmannschaften ausgespielt. Die zwölf teilnehmenden Mannschaften wurden für die Vorrunde in drei Gruppen zu je vier Mannschaften eingeteilt; jede Mannschaft bestritt ein Spiel gegen jede andere Mannschaft in derselben Gruppe, demzufolge absolvierte jedes Team drei Spiele in der Vorrunde.
Die Punkteverteilung in der Vorrunde erfolgt nach folgendem System:
- 4 Punkte bei einem Sieg
- 2 Punkte bei einem Unentschieden
- 0 Punkte bei einer Niederlage (vor möglichen Bonuspunkten)
- 1 Bonuspunkt für vier oder mehr Versuche, unabhängig vom Endstand
- 1 Bonuspunkt bei einer Niederlage mit sieben oder weniger Spielpunkten Unterschied

Am Ende der Vorrunde wurden die Mannschaften, basierend auf den gesammelten Spielpunkten, vom ersten bis zum vierten Platz eingestuft, wobei die vier besten Mannschaften der Vorrunde die Finalrunde erreichten, während die darauf folgenden vier Mannschaften die Platzierungsspiele um Platz 5 bis 8 bestritten und die vier schlechtplatzierten Mannschaften an den Platzierungsspielen um Platz 9 bis 12 teilnahmen.

### Platzierungsspiele und Finalrunde
In den Phasen der Platzierungsspiele und Finalrunde nahm das Turnier ein K.-o.-System an, die jeweils vier Spiele umfassten: zwei Halbfinals, zwei Platzierungsspiele und das Finale, wobei die Finalrunde aus zwei Halbfinals, dem Spiel um Platz 3 und dem Finale bestand.
Die vier besten Mannschaften der Vorrunde erreichten die Finalrunde. Dabei traf die beste Mannschaft der Vorrunde auf die viertbeste Mannschaft und der Zweite der Vorrunde auf den Dritten. Die nachfolgend fünft- bis achtplatzierten Mannschaften bestritten die Platzierungsspiele um die Plätze 5 bis 8, wobei im Halbfinale die fünftbeste Mannschaft auf die achtbeste traf und der Sechste auf den Siebenten. Die Teams auf den Vorrundenplätzen 9 bis 12 nahmen an den Platzierungsspielen um Platz 9 bis 12 teil, wobei der neunplatzierte auf den Zwölften traf und der zehnte auf den elften.

### Einfluss auf die WM-Qualifikation 2014
Die drei besten Mannschaften des Turnieres qualifizierten sich direkt für die darauf folgende Weltmeisterschaft 2014 in Frankreich. Diese waren Australien, England und Neuseeland.

## Beteiligte

### Offizielle
Insgesamt wurden vom Weltverband 14 Schiedsrichterinnen bestimmt.
| Land                          | Name              |
| ----------------------------- | ----------------- |
| Rugby Australia               | Sarah Corrigan    |
| Rugby Football Union          | Clare Daniels     |
| Hong Kong Rugby Union         | Gabriel Lee       |
| Federazione Italiana Rugby    | Barbara Guastini  |
| Rugby Canada                  | Joyce Henry       |
| Rugby Football Union          | Debbie Innes      |
| New Zealand Rugby             | Nicky Inwood      |
| Irish Rugby Football Union    | David Keane       |
| Deutscher Rugby-Verband       | Kerstin Ljungdahl |
| Unión Argentina de Rugby      | Javier Mancuso    |
| Scottish Rugby Union          | Andrew McMenemy   |
| Fédération française de rugby | Sébastien Minery  |
| USA Rugby                     | Dana Teagarden    |
| Rugby Canada                  | Sherry Trumbull   |

## Vorrunde

### Gruppe A

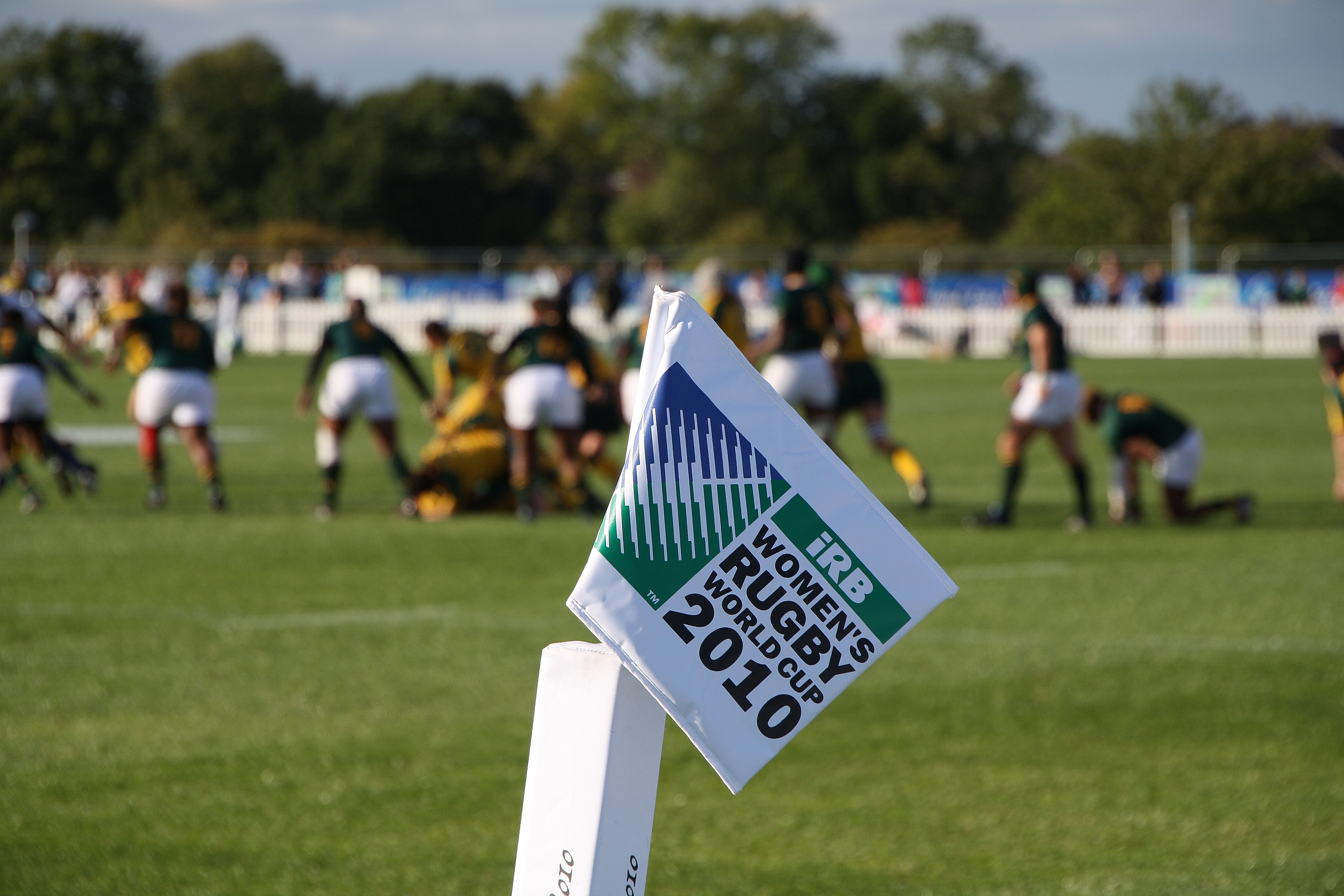
Spiel Australien gegen Südafrika

|    | Land       | Spiele | Siege | Unent. | Ndlg. | Spiel- punkte | Diff. | Bonus- punkte | Punkte |
| -- | ---------- | ------ | ----- | ------ | ----- | ------------- | ----- | ------------- | ------ |
| 1. | Neuseeland | 3      | 3     | 0      | 0     | 128:016       | + 112 | 3             | 15     |
| 2. | Australien | 3      | 2     | 0      | 1     | 093:044       | + 49  | 2             | 10     |
| 3. | Südafrika  | 3      | 1     | 0      | 2     | 018:127       | − 109 | 0             | 4      |
| 4. | Wales      | 3      | 0     | 0      | 3     | 030:082       | − 52  | 1             | 1      |

| 20. August 2010 14:00 WEST | Australien | 26 : 12 | Wales                                                                 | Surrey Sports Park, Guildford Schiedsrichter: Javier Mancuso (ARG) |
| 20. August 2010 14:00 WEST | Versuche: Nicole Beck 6. Sharni Williams 16. Cobie-Jane Morgan 23. Tricia Brown 79. Erhöhungen: Nicole Beck 6., 17., 24. | Bericht | Versuche: Strafversuch 44. Lowri Harries 70. Erhöhungen: Non Evans 5. | Surrey Sports Park, Guildford Schiedsrichter: Javier Mancuso (ARG) |

| 20. August 2010 16:15 WEST | Neuseeland | 55 : 3 | Südafrika                       | Surrey Sports Park, Guildford Schiedsrichter: Andrew McMenemy (SCO) |
| 20. August 2010 16:15 WEST | Versuche: Carla Hohepa 4., 17., 54. Fiao’o Fa’amausili 7. Kelly Brazier 12. Huriana Manuel 22., 32. Renee Wickliffe 44. Casey Robertson 68. Erhöhungen: Kelly Brazier 5., 8. 13., 23., 69. |        | Straftritte: Zandile Nojoko 65. | Surrey Sports Park, Guildford Schiedsrichter: Andrew McMenemy (SCO) |

| 24. August 2010 12:00 WEST | Südafrika                                                                      | 15 : 10 | Wales                                                               | Surrey Sports Park, Guildford Schiedsrichter: Joyce Henry (CAN) |
| 24. August 2010 12:00 WEST | Versuche: Ceri Redman 78. Erhöhungen: Non Evans 79. Straftritte: Non Evans 71. | Bericht | Versuche: Namhla Siyolo 30. Charmaine Kayser 40. Zandile Nojoko 65. | Surrey Sports Park, Guildford Schiedsrichter: Joyce Henry (CAN) |

| 24. August 2010 16:15 WEST | Australien                                               | 5 : 32  | Neuseeland | Surrey Sports Park, Guildford Schiedsrichter: Dana Teagarden (USA) |
| 24. August 2010 16:15 WEST | Versuche: Lindsay Morgan 48. Erhöhungen: Nicole Beck 49. | Bericht | Versuche: Fiao’o Fa’amausili 14. Carla Hohepa 20. Justine Lavea 22., 29. Victoria Blackledge 41. Huriana Manuel 62. Erhöhungen: Rebecca Hull 21. | Surrey Sports Park, Guildford Schiedsrichter: Dana Teagarden (USA) |

| 28. August 2010 14:00 WEST | Neuseeland | 41 : 8  | Wales                                                | Surrey Sports Park, Guildford Schiedsrichter: Claire Daniels (ENG) |
| 28. August 2010 14:00 WEST | Versuche: Kelly Brazier 6., 20., 45. Rebecca Mahoney 23. Victoria Grant 49. Halie Hurring 51. Erhöhungen: Rebecca Mahoney 24. Kelly Brazier 50. Kendra Cocksedge 70. | Bericht | Versuche: Caryl James 38. Straftritte: Non Evans 12. | Surrey Sports Park, Guildford Schiedsrichter: Claire Daniels (ENG) |

| 28. August 2010 16:15 WEST | Australien | 62 : 0  | Südafrika | Surrey Sports Park, Guildford Schiedsrichter: David Keane (IRL) |
| 28. August 2010 16:15 WEST | Versuche: Kristy Giteau 5. , Tricia Brown 18. Debby Hodgkinson 26. Lindsay Morgan 29., 53. Alex Hargreaves 43. Sharni Williams 48., 80. Cobie-Jane Morgan 62. Erhöhungen: Nicole Beck 6., 19., 27., 30., 44., 49., 80. Straftritte: Nicole Beck 15. | Bericht |           | Surrey Sports Park, Guildford Schiedsrichter: David Keane (IRL) |

### Gruppe B
|    | Land               | Spiele | Siege | Unent. | Ndlg. | Spiel- punkte | Diff. | Bonus- punkte | Punkte |
| -- | ------------------ | ------ | ----- | ------ | ----- | ------------- | ----- | ------------- | ------ |
| 1. | England            | 3      | 3     | 0      | 0     | 146:010       | + 136 | 3             | 15     |
| 2. | Irland             | 3      | 2     | 0      | 1     | 059:042       | + 17  | 2             | 10     |
| 3. | Vereinigte Staaten | 3      | 1     | 0      | 2     | 073:059       | + 14  | 1             | 5      |
| 4. | Kasachstan         | 3      | 0     | 0      | 3     | 003:170       | − 167 | 0             | 0      |

| 20. August 2010 14:15 WEST | Kasachstan | 0 : 51  | Vereinigte Staaten | Surrey Sports Park, Guildford Schiedsrichter: Nicky Inwood (NZL) |
| 20. August 2010 14:15 WEST |            | Bericht | Versuche: Nathalie Marchino 5., 73. Christy Ringgenberg 44., 68. Ashley Kmiecik 51. Phaidra Knight 59. Amy Daniels 70. Erhöhungen: Christy Ringgenberg 6., 45., 69., 74. Straftritte: Christy Ringgenberg 4., 35. | Surrey Sports Park, Guildford Schiedsrichter: Nicky Inwood (NZL) |

| 20. August 2010 18:30 WEST | England | 27 : 0  | Irland | Surrey Sports Park, Guildford Schiedsrichter: Sarah Corrigan (AUS) |
| 20. August 2010 18:30 WEST | Versuche: Fiona Pocock 9. Katherine Merchant 37. Amy Turner 56. Maggie Alphonsi 79. Erhöhungen: Katy McLean 10., 80. Straftritte: Katy McLean 75. | Bericht |        | Surrey Sports Park, Guildford Schiedsrichter: Sarah Corrigan (AUS) |

| 24. August 2010 16:30 WEST | Irland                                                                                       | 22 : 12 | Vereinigte Staaten                                                    | Surrey Sports Park, Guildford Schiedsrichter: Sébastien Minery (FRA) |
| 24. August 2010 16:30 WEST | Versuche: Joy Neville 6., 45. Niamh Briggs 35. Tania Rosser 53. Erhöhungen: Niamh Briggs 54. | Bericht | Versuche: Jamie Burke 17. Venesha McGee 73. Erhöhungen: Mel Kanuk 18. | Surrey Sports Park, Guildford Schiedsrichter: Sébastien Minery (FRA) |

| 24. August 2010 18:30 WEST | England | 82 : 0  | Kasachstan | Surrey Sports Park, Guildford Schiedsrichter: Javier Mancuso (ARG) |
| 24. August 2010 18:30 WEST | Versuche: Fiona Pocock 4., 54., 63. Charlotte Barras 10., 22., 79. Sarah Beale 25. Katherine Merchant 34. Rachel Burford 38. La Toya Mason 44. Roz Crowley 67. Amber Penrith 74. Erhöhungen: Katy McLean 5., 11., 22., 26., 35., 39., 45 La Toya Mason 55., 64., 67., 75. | Bericht |            | Surrey Sports Park, Guildford Schiedsrichter: Javier Mancuso (ARG) |

| 28. August 2010 16:30 WEST | Irland | 37 : 3  | Kasachstan                            | Surrey Sports Park, Guildford Schiedsrichter: Andrew McMenemy (SCO) |
| 28. August 2010 16:30 WEST | Versuche: Niamh Briggs 2., Joy Neville 16., 68. Louise Beamish 24. Orla Brennan 32. Eliza Downey 42. Kate O’Loughlin 63. Erhöhungen: Niamh Briggs 17. | Bericht | Straftritte: Aigerym Daurembajewa 49. | Surrey Sports Park, Guildford Schiedsrichter: Andrew McMenemy (SCO) |

| 28. August 2010 18:30 WEST | England | 37 : 10 | Vereinigte Staaten                              | Surrey Sports Park, Guildford Schiedsrichter: Nicky Inwood (NZL) |
| 28. August 2010 18:30 WEST | Versuche: Danielle Waterman 4., 38. Katherine Merchant 30. Emily Scarratt 51. Amber Penrith 68. Maggie Alphonsi 76. Erhöhungen: Katy McLean 39., 77. Straftritte: Katy McLean 9. | Bericht | Versuche: Nathalie Marchino 18. Kim Magrini 24. | Surrey Sports Park, Guildford Schiedsrichter: Nicky Inwood (NZL) |

### Gruppe C
|    | Land       | Spiele | Siege | Unent. | Ndlg. | Spiel- punkte | Diff. | Bonus- punkte | Punkte |
| -- | ---------- | ------ | ----- | ------ | ----- | ------------- | ----- | ------------- | ------ |
| 1. | Frankreich | 3      | 3     | 0      | 0     | 55:24         | + 31  | 1             | 13     |
| 2. | Kanada     | 3      | 2     | 0      | 1     | 85:43         | + 41  | 2             | 10     |
| 3. | Schottland | 3      | 1     | 0      | 2     | 49:59         | − 10  | 1             | 5      |
| 4. | Schweden   | 3      | 0     | 0      | 3     | 24:87         | − 63  | 1             | 1      |

| 20. August 2010 12:00 WEST | Kanada | 37 : 10 | Schottland                                     | Surrey Sports Park, Guildford Schiedsrichter: Claire Daniels (ENG) |
| 20. August 2010 12:00 WEST | Versuche: Barbara Mervin 10., Mandy Marchak 21., 41. Maria Gallo 38. Heather Moyse 51. Erhöhungen: Anna Schnell 22., 39., 52. Straftritte: Anna Schnell 7., 18. | Bericht | Versuche: Lucy Millard 49. Lindsay Wheeler 64. | Surrey Sports Park, Guildford Schiedsrichter: Claire Daniels (ENG) |

| 20. August 2010 16:30 WEST | Frankreich                                       | 15 : 9  | Schweden                                        | Surrey Sports Park, Guildford Schiedsrichter: Sherry Trumbull (CAN) |
| 20. August 2010 16:30 WEST | Versuche: Sandra Rabier 6. Claire Canal 31., 68. | Bericht | Straftritte: Ulrika Anderson-Hall 21., 27., 40. | Surrey Sports Park, Guildford Schiedsrichter: Sherry Trumbull (CAN) |

| 24. August 2010 14:00 WEST | Frankreich                                                                                                   | 17 : 7  | Schottland                                                  | Surrey Sports Park, Guildford Schiedsrichter: David Keane (IRL) |
| 24. August 2010 14:00 WEST | Versuche: Élodine Poublan 4. Marie Charlotte Hebel 14., Sandrine Agricole 36. Erhöhungen: Aurélie Bailon 37. | Bericht | Versuche: Lucy Millard 41. Erhöhungen: Nicola Halfpenny 42. | Surrey Sports Park, Guildford Schiedsrichter: David Keane (IRL) |

| 24. August 2010 14:15 WEST | Kanada | 40 : 10 | Schweden | Surrey Sports Park, Guildford Schiedsrichter: Gabriel Lee (HKG) |
| 24. August 2010 14:15 WEST | Versuche: Mandy Marchak 1. Ashley Patzar 11., 41. Heather Moyse 16., 23., 72. Erhöhungen: Anna Schnell 2., 12., 17., 42., 73. | Bericht | Versuche: Charlotta Westin-Vines 34. Erhöhungen: Ulrika Andersson-Hall 35. Straftritte: Ulrika Andersson-Hall 21. | Surrey Sports Park, Guildford Schiedsrichter: Gabriel Lee (HKG) |

| 28. August 2010 12:00 WEST | Schottland | 32 : 5  | Schweden                      | Surrey Sports Park, Guildford Schiedsrichter: Sarah Corrigan (AUS) |
| 28. August 2010 12:00 WEST | Versuche: Lindsay Wheeler 2. Lucy Millard 13., 55. Donna Kennedy 21. Katy Green 47. Erhöhungen: Nicola Halfpenny 14., 56. Straftritte: Nicola Halfpenny 27. | Bericht | Versuche: Johanna Norberg 72. | Surrey Sports Park, Guildford Schiedsrichter: Sarah Corrigan (AUS) |

| 28. August 2010 14:15 WEST | Kanada                                                    | 8 : 23  | Frankreich                                                                                                | Surrey Sports Park, Guildford Schiedsrichter: Dana Teagarden (USA) |
| 28. August 2010 14:15 WEST | Versuche: Kelly Russell 36. Straftritte: Anna Schnell 14. | Bericht | Versuche: Lucille Godiveau 9., 70. Cyrielle Bouisset 29. Claire Canal 45. Straftritte: Aurélie Bailon 20. | Surrey Sports Park, Guildford Schiedsrichter: Dana Teagarden (USA) |

## Platzierungsspiele

### Um Platz 5 bis 8
| 1. September 2010 16:15 WEST | Kanada | 41 : 0  | Schottland | Surrey Sports Park, Guildford Schiedsrichter: Javier Mancuso (ARG) |
| 1. September 2010 16:15 WEST | Versuche: Heather Moyse 4., 6. Maria Gallo 18. Mandy Marchak 61. Cheryl Phillips 62., 72. Erhöhungen: Anna Schnell 4., 7., 61. Straftritte: Anna Schnell 43. | Bericht |            | Surrey Sports Park, Guildford Schiedsrichter: Javier Mancuso (ARG) |

| 1. September 2010 16:30 WEST | Irland                        | 3 : 40  | Vereinigte Staaten | Surrey Sports Park, Guildford Schiedsrichter: Sébastien Minery (FRA) |
| 1. September 2010 16:30 WEST | Straftritte: Niamh Briggs 29. | Bericht | Versuche: Victoria Folayan 11., 72. Amy Daniels 36., 56. Vanesha McGee 75. Erhöhungen: Christy Ringgenber 12., 21., 37., 57., 76. | Surrey Sports Park, Guildford Schiedsrichter: Sébastien Minery (FRA) |

### Um Platz 9 bis 12
| 1. September 2010 14:00 WEST | Südafrika | 25 : 10 | Kasachstan                                        | Surrey Sports Park, Guildford Schiedsrichter: David Keane (IRL) |
| 1. September 2010 14:00 WEST | Versuche: Phumeza Gadu 29. Zenay Jordaan 76. Cherne Roberts 80. Erhöhungen: Zandile Nojoko 40., 77. Straftritte: Zandile Nojoko 14., 64. | Bericht | Versuche: Irina Amossowa 33. Alfija Mustafina 50. | Surrey Sports Park, Guildford Schiedsrichter: David Keane (IRL) |

| 1. September 2010 14:15 WEST | Wales | 32 : 10 | Schweden                                                                                      | Surrey Sports Park, Guildford Schiedsrichter: Sherry Trumbull (CAN) |
| 1. September 2010 14:15 WEST | Versuche: Caryl James 17. Sioned Harries 25., 44.. Mellissa Berry 38. Laura Prosser 71. Jamie Kift 77. Erhöhungen: Awen Thomas 26. | Bericht | Versuche: Charlotta Westin-Vines 13. Erhöhungen: Lina Norman 14. Straftritte: Lina Norman 34. | Surrey Sports Park, Guildford Schiedsrichter: Sherry Trumbull (CAN) |

## Finalrunde
|  | Halbfinale                   | Halbfinale                   |                              |    | Finale                       | Finale                       |
|  |                              |                              |                              |    |                              |                              |
|  | Neuseeland                   | 45                           |                              |    |                              |                              |
|  | Frankreich                   | 7                            |                              |    |                              |                              |
|  | 1. September 2010, The Stoop |                              |                              |    |                              |                              |
|  |                              |                              | 5. September 2010, The Stoop |    |                              |                              |
|  | Neuseeland                   | 13                           |                              |    |                              |                              |
|  |                              | England                      | 10                           |    |                              |                              |
|  |                              |                              |                              |    |                              |                              |
|  | Spiel um Platz drei          |                              |                              |    |                              |                              |
|  | 1. September 2010, The Stoop | 1. September 2010, The Stoop | Frankreich                   | 8  |                              |                              |
|  | England                      | 15                           | Australien                   | 22 |                              |                              |
|  | Australien                   | 0                            |                              |    | 5. September 2010, The Stoop | 5. September 2010, The Stoop |

### Halbfinale
| 1. September 2010 18:00 WEST | Neuseeland | 45 : 7  | Frankreich                                                   | The Stoop, Twickenham Schiedsrichter: Claire Daniels (ENG) |
| 1. September 2010 18:00 WEST | Versuche: Carla Hohepa 9., 37. Victoria Grant 23. Huriana Manuel 27. Renee Wickliffe 35. Anna Richards 43. Joan Sione 66. Erhöhungen: Kelly Brazier 28., 36., 38., 44. Emma Jensen 67. | Bericht | Versuche: Laetitia Salles 41. Erhöhungen: Aurélie Bailon 42. | The Stoop, Twickenham Schiedsrichter: Claire Daniels (ENG) |

| 1. September 2010 20:15 WEST | England | 15 : 0  | Australien | The Stoop, Twickenham Schiedsrichter: Nicky Inwood (ENG) |
| 1. September 2010 20:15 WEST | Versuche: Catherine Spencer 6., Danielle Waterman 22. Erhöhungen: Katy McLean 7. Straftritte: Alice Richardson 78. | Bericht |            | The Stoop, Twickenham Schiedsrichter: Nicky Inwood (ENG) |

### Spiel um Platz 11
| 5. September 2010 11:00 WEST | Schweden                                                          | 8 : 12  | Kasachstan                                                                            | Surrey Sports Park, Guildford Schiedsrichter: Gabriel Lee (HKG) |
| 5. September 2010 11:00 WEST | Versuche: Frida Ryberg 31. Straftritte: Ulrika Andersson-Hall 39. | Bericht | Versuche: Ljudmila Scherer 6. Anna Jakowlewa 19. Erhöhungen: Aigerym Daurembajewa 20. | Surrey Sports Park, Guildford Schiedsrichter: Gabriel Lee (HKG) |

### Spiel um Platz 9
| 5. September 2010 13:15 WEST | Südafrika                                                                                         | 17 : 29 | Wales                                                                                                 | Surrey Sports Park, Guildford Schiedsrichter: Andrew McMenemy (SCO) |
| 5. September 2010 13:15 WEST | Versuche: Zenay Jordaan 51. Charmaine Kayser 69. Phumeza Gadu 80. Erhöhungen: Yolanda Meiring 80. | Bericht | Versuche: Naomi Thomas 5., 36. Mared Evans 40., 41. Rhian Bowden 61. Erhöhungen: Awen Thomas 40., 42. | Surrey Sports Park, Guildford Schiedsrichter: Andrew McMenemy (SCO) |

### Spiel um Platz 7
| 5. September 2010 11:15 WEST | Schottland                                                    | 8 : 32  | Irland | Surrey Sports Park, Guildford Schiedsrichter: Joyce Henry (CAN) |
| 5. September 2010 11:15 WEST | Versuche: Donna Kennedy 19. Straftritte: Nicola Halfpenny 36. | Bericht | Versuche: Eliza Downey 9., 44. Niamh Briggs 12., 65. Orla Brennan 53. Erhöhungen: Niamh Briggs 13., 54. Straftritte: Niamh Briggs 3. | Surrey Sports Park, Guildford Schiedsrichter: Joyce Henry (CAN) |

### Spiel um Platz 5
| 5. September 2010 13:30 WEST | Kanada | 20 : 23 | Vereinigte Staaten | Surrey Sports Park, Guildford Zuschauer: Sébastien Minery (FRA) |
| 5. September 2010 13:30 WEST | Versuche: Heather Moyse 7. Megan Gibbs 35. Erhöhungen: Anna Schnell 8., 36. Straftritte: Anna Schnell 3., 66. | Bericht | Versuche: Ashley English 30. Vanesha McGee 47. Erhöhungen: Christy Ringgenberg 43. Straftritte: Christy Ringgenberg 16., 20. | Surrey Sports Park, Guildford Zuschauer: Sébastien Minery (FRA) |

### Spiel um Platz 3
| 5. September 2010 15:00 WEST | Frankreich                                                   | 8 : 22  | Australien                                                                                              | The Stoop, Twickenham Schiedsrichter: Dana Teagarden (USA) |
| 5. September 2010 15:00 WEST | Versuche: Laetitia Salles 74. Straftritte: Aurélie Bailon 7. | Bericht | Versuche: Cobie-Jane Morgan 14., 31. Rebecca Trethowan 27. Tricia Brown 37. Erhöhungen: Nicole Beck 33. | The Stoop, Twickenham Schiedsrichter: Dana Teagarden (USA) |

### Finale
| 5. September 2010 17:15 WEST | Neuseeland                                                                                   | 13 : 10 | England                                                                                 | The Stoop, Twickenham Schiedsrichter: Sarah Corrigan (AUS) |
| 5. September 2010 17:15 WEST | Versuche: Carla Hohepa 33. Erhöhungen: Kelly Brazier 34. Straftritte: Kelly Brazier 56., 66. | Bericht | Versuche: Charlotte Barras 61. Erhöhungen: Katy McLean 62. Straftritte: Katy McLean 43. | The Stoop, Twickenham Schiedsrichter: Sarah Corrigan (AUS) |

Neuseeland
(Vierter Titel)

## Statistiken

### Mannschaften
Die Tabelle führt die zwölf teilnehmenden Mannschaften nach ihrem Abschneiden bei der Frauen-Rugby-Union-Weltmeisterschaft 2010 auf.

Ergebnis der Frauen-Rugby-Union-Weltmeisterschaft 2010:

| Mannschaft         | Spiele | Siege | Unent. | Ndlg. | Punkte | Versuche | Erhöh- ungen | Straf- tritte | Drop- goals | Gelbe Karten | Rote Karten |
| ------------------ | ------ | ----- | ------ | ----- | ------ | -------- | ------------ | ------------- | ----------- | ------------ | ----------- |
| Neuseeland         | 5      | 5     | 0      | 0     | 186    | 30       | 15           | 2             | 0           | 6            | 0           |
| England            | 5      | 4     | 0      | 1     | 171    | 25       | 17           | 4             | 0           | 1            | 0           |
| Australien         | 5      | 3     | 0      | 2     | 115    | 18       | 11           | 1             | 0           | 7            | 0           |
| Frankreich         | 5      | 3     | 0      | 2     | 70     | 12       | 2            | 2             | 0           | 6            | 0           |
| Vereinigte Staaten | 5      | 3     | 0      | 2     | 136    | 20       | 12           | 4             | 0           | 5            | 0           |
| Kanada             | 5      | 3     | 0      | 2     | 146    | 20       | 14           | 6             | 0           | 7            | 0           |
| Irland             | 5      | 3     | 0      | 2     | 94     | 16       | 4            | 2             | 0           | 4            | 0           |
| Schottland         | 5      | 1     | 0      | 4     | 57     | 9        | 3            | 2             | 0           | 1            | 0           |
| Wales              | 5      | 3     | 0      | 2     | 91     | 15       | 5            | 2             | 0           | 3            | 0           |
| Südafrika          | 5      | 2     | 0      | 3     | 60     | 9        | 3            | 3             | 0           | 9            | 0           |
| Kasachstan         | 5      | 1     | 0      | 4     | 25     | 4        | 1            | 1             | 0           | 10           | 1           |
| Schweden           | 5      | 0     | 0      | 5     | 42     | 4        | 2            | 6             | 0           | 5            | 0           |

### Punkte und Versuche
|    | Name               | Punkte |
| -- | ------------------ | ------ |
| 1. | Kelly Brazier      | 48     |
| 2. | Anna Schnell       | 46     |
| 3. | Christy Ringgenber | 44     |
| 4. | Carla Hohepa       | 35     |
| 4. | Heather Moyse      | 35     |
| 4. | Katy McLean        | 35     |
| 7. | Niamh Briggs       | 34     |
| 8. | Nichole Beck       | 30     |
| 9. | Charlotte Barras   | 20     |
| 9. | Huriana Manuel     | 20     |
| 9. | Mandy Marchak      | 20     |
| 9. | Lucy Millard       | 20     |
| 9. | Cobie-Jane Morgan  | 20     |
| 9. | Joy Neville        | 20     |
| 9. | Fiona Pocock       | 20     |

|    | Name              | Versuche |
| -- | ----------------- | -------- |
| 1. | Carla Hohepa      | 7        |
| 1. | Heather Moyse     | 7        |
| 3. | Kelly Brazier     | 4        |
| 3. | Niamh Briggs      | 4        |
| 3. | Cobie-Jane Morgan | 4        |
| 3. | Huriana Manuel    | 4        |
| 3. | Fiona Pocock      | 4        |
| 3. | Joy Neville       | 4        |
| 3. | Charlotte Barras  | 4        |
| 3. | Mandy Marchak     | 4        |
| 3. | Lucy Millard      | 4        |